# Currituck County
Currituck County är ett administrativt område i delstaten North Carolina, USA, med 23 547 invånare. Den administrativa huvudorten (county seat) är Currituck.

## Geografi
Enligt United States Census Bureau har countyt en total area på 1 362 km². 679 km² av den arean är land och 684 km² är vatten.  

### Angränsande countyn
- Chesapeake, Virginia - nord
- Virginia Beach, Virginia - nord
- Dare County - sydost
- Camden County - väst